# سباق الجائزة الكبرى للدراجات النارية موسم 1992
سباق الجائزة الكبرى للدراجات النارية موسم 1992 كان النسخة الـ 44 من بطولة العالم التي نظمها الاتحاد الدولي للدراجات النارية. تكون الموسم من 13 سباقا بدأ بجائزة اليابان الكبرى للدراجات النارية وانتهى بجائزة جنوب أفريقيا الكبرى للدراجات النارية. كان وين ريني بطل الموسم لفئة 500 سي سي.

## النتائج
| الجولة | السباق                                     | المكان                         | الفائز بفئة 125    | الفائز بفئة 250   | الفائز بفئة 500 | التقرير |
| ------ | ------------------------------------------ | ------------------------------ | ------------------ | ----------------- | --------------- | ------- |
| 1      | جائزة اليابان الكبرى للدراجات النارية      | حلبة سوزوكا                    | رالف والدمان       | لوكا كادالورا     | ميك دوهان       | التقرير |
| 2      | جائزة أستراليا الكبرى للدراجات النارية     | سيدني                          | رالف والدمان       | لوكا كادالورا     | ميك دوهان       | التقرير |
| 3      | جائزة ماليزيا الكبرى للدراجات النارية      | شاه عالم                       | أليساندرو جراميجني | لوكا كادالورا     | ميك دوهان       | التقرير |
| 4      | جائزة إسبانيا الكبرى للدراجات النارية      | حلبة خيريز                     | رالف والدمان       | لوريس ريجياني     | ميك دوهان       | التقرير |
| 5      | جائزة إيطاليا الكبرى للدراجات النارية      | حلبة موجيلو                    | إزيو جيانولا       | لوكا كادالورا     | كيفن شوانتز     | التقرير |
| 6      | جائزة أوروبا الكبرى                        | حلبة دي كاتلونيا               | إزيو جيانولا       | لوكا كادالورا     | وين ريني        | التقرير |
| 7      | جائزة ألمانيا الكبرى للدراجات النارية      | حلبة هوكنهايم                  | برونو كازانوفا     | بيرفرانسيسكو شيلي | ميك دوهان       | التقرير |
| 8      | كأس هولندا السياحية                        | حلبة أسن تي تي                 | إزيو جيانولا       | بيرفرانسيسكو شيلي | أليكس كريفيل    | التقرير |
| 9      | جائزة المجر الكبرى للدراجات النارية        | حلبة المجر                     | أليساندرو جراميجني | لوكا كادالورا     | إدي لوسون       | التقرير |
| 10     | جائزة فرنسا الكبرى للدراجات النارية        | حلبة نيفير مانيي كور           | إزيو جيانولا       | لوريس ريجياني     | وين ريني        | التقرير |
| 11     | جائزة بريطانيا الكبرى للدراجات النارية     | دونينجتون بارك                 | فاوستو جريسيني     | بيرفرانسيسكو شيلي | واين غاردنر     | التقرير |
| 12     | جائزة البرازيل الكبرى                      | حلبة جوزيه كارلوس بيس للسيارات | ديرك روديس         | لوكا كادالورا     | وين ريني        | التقرير |
| 13     | جائزة جنوب أفريقيا الكبرى للدراجات النارية | حلبة كيالامي                   | خورخي مارتينيز     | ماكس بياجي        | جون كوسينسكي    | التقرير |